# Stephan Burchardt
Stephan Burchardt (* 7. Juli 1983 in Görlitz) ist ein deutscher Kameramann.

## Leben
Stephan Burchardt absolvierte eine Ausbildung als Mediengestalter für Bild und Ton und besuchte parallel dazu die Film- und Fernsehakademie Mitteldeutschland in Dresden. Nach mehreren Praktika bei namhaften Firmen arbeitete er als freier Kameraassistent und Digital Imagine Supervisor bei Werbe-, Kino- und Spielfilmen, bevor er 2008 Bildgestaltung an der Filmakademie Baden-Württemberg studierte. Noch während seines Studiums erhielt er 2011 den Deutschen Kamerapreis für die Pilotfolge Conrad, bevor er 2013 sein Studium als Director of Photography mit dem Diplomfilm Killing all the Flies (Regie: Hanna Maria Heidrich) und Haus ohne Dach (Regie: Soleen Yusef) abschloss.
Seitdem ist er als Kameramann für Film-, Fernsehen und Werbung im Einsatz und realisierte Projekte wie die Netflix-Serie Skylines oder die Amazon-Prime-Serie Deutschland '89.

## Filmografie (Auswahl)
- 2015: Stung
- 2016: Haus ohne Dach
- 2016: Gut zu Vögeln
- 2016: Der Traum von Olympia
- 2017: Für Emma und ewig
- 2018: Again – Noch Einmal
- 2018: Meiberger – Im Kopf des Täters (Fernsehserie, 8 Folgen)
- 2019: Song für Mia
- 2019: Skylines (Netflix-Serie)
- 2020: Deutschland '89 (Amazon-Prime-Serie)
- 2022: Totenfrau (Netflix-Serie)
- 2023: Sam – Ein Sachse (Disney+-Serie)
- 2024: Die Liebeskümmerer
- 2024: Sieger sein

## Auszeichnungen
- 2011: Deutscher Kamerapreis in der Kategorie Bildgestaltung für Conrad
- 2012: Kodak Award für Ihr Brief zur Hochzeit (Feature) und Steiff – Don't be afraid of the Dark (Commercial)
- 2016: Deutscher Werbefilmpreis, Nominierung in der Kategorie Beste Kamera für Trivago – We know everything about Hotels
- 2017: Deutscher Werbefilmpreis, Nominierung in der Kategorie Beste Kamera für Fila – Playground